# Joseph Hansen (político)
Joe Hansen ( Richfield, 1910 - Nueva York, 1979 ) fue un político y periodista estadounidense. Fue uno de los líderes del trotskismo en su país luego de la muerte de Trotski.
Nacido y criado en Richfield, Utah. Fue secretario de Trotski en México (1937 - 1940) y fue elegido miembro de la dirección del Socialist Worker's Party en 1940.
Hansen impulsó junto a otros dirigentes trotskistas como Ernest Mandel, Pierre Franck y Livio Maitan la creación en 1963 del Secretariado Unificado de la IV Internacional. Fue periodista y escribiò para numerosos medios de comunicación entre 1950 y 1979, incluido Intercontinental Press.

## Obras
- The Socialist Worker's Party, New York, 1944;
- The workers and the farmers government, New York, National Educational Department, 1974;
- Dynamics of the Cuban Revolution, New York, Pathfinder Press, 1978.

- Datos: Q2702313